# ジャガターイ郡
ジャガターイ郡（ペルシア語: شهرستان جغتای）とは、イランのラザヴィー・ホラーサーン州の郡である。郡中心市はジャガターイ。2016年当時の人口は49,175人、14,923世帯。
2006年の国勢調査の後、サブゼヴァール郡内のジャガターイ地区が郡に昇格し、ジャガターイ郡が設置された。ジャガターイ郡内の地区は中央地区とHelali地区の2つであり、いずれも2つの農村地区を含んでいる。設置当時はジャガターイが郡内の唯一の市（シャフル）だったが、2016年の国勢調査の後、Rivadeh村が市に昇格した。